# Mužský (Jičínská pahorkatina)
Mužský (463 m n. m.) je vrch, nejvyšší bod okresu Mladá Boleslav ve Středočeském kraji. Vrch je součástí přírodní rezervace Příhrazské skály a Chráněné krajinné oblasti Český ráj. Leží přibližně 5 kilometrů východně od Mnichova Hradiště, na katastrálním území vsi Mužský, která je vzdálena asi 400 metrů jihozápadně od vrcholu.

## Popis
Z geomorfologického hlediska přináleží vrch Mužský do podokrsku Příhrazská vrchovina Vyskeřské vrchoviny, která patří do podcelku Turnovská pahorkatina v rámci geomorfologického celku Jičínská pahorkatina.

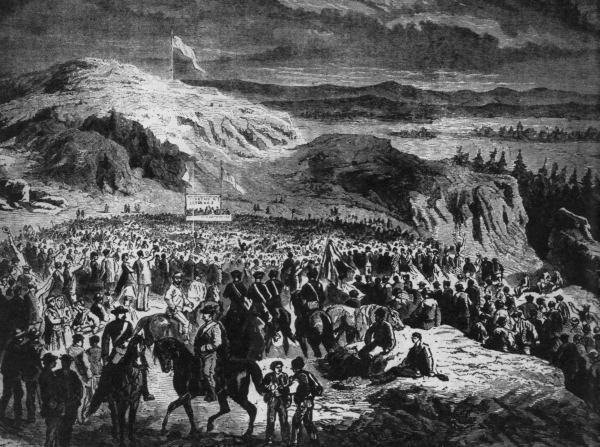
Tábor lidu na vrchu Mužský v r. 1869

Je to kuželovitý neovulkanický suk hřbetovitě protažený ve směru SSZ–JJV, vzniklý vypreparováním menšího tělesa olivinického bazaltu (výplně sopouchu) z coniackých slínovců, vytvářejících mírnější úpatní svahy (místy s neovulkanitovou sutí). Vrch je převážně nezalesněný, příkré svahy vrchu jsou porostlé travinnými porosty s keři a porušeny opuštěnými kamenolomy, které snížily původní vrchol. Mužský je řazen mezi geologické lokality národního významu.
Vrch umožňuje dokonalý kruhový rozhled do dalekého okolí, a je proto vyhledávaným turistickým cílem. Kromě severovýchodního segmentu pokrývají svahy vrchu ovocné sady. Na samotném vrcholu kopce stojí kamenná mohyla připomínající pozici rakouských děl v prusko-rakouské válce dne 28. června 1866. V letech 1869–1890 zde byly pořádány tábory lidu za prosazení národních požadavků.
Dne 5. července 1933 zorganizovala na Mužském Společnost přátel Lužice manifestaci, při níž 30 000 lidí podpořilo Lužické Srby, kteří v nacistickém Německu čelili represím.

## Vznik vrchu
Mužský představuje selektivní erozí obnažený vrchol pňové žíly čediče ve tvary kupy. Tato kupa leží na plošině z křídového pískovce, mírně ukloněné k jihovýchodu. Dnešní Mužský je pozůstatek opravdové třetihorní (neogenní) sopky, která produkovala freatomagmatické erupce.

## Geomorfologické zařazení
Vrch náleží do celku Jičínská pahorkatina, podcelku Turnovská pahorkatina, okrsku Vyskeřská vrchovina, podokrsku Příhrazská vrchovina a Slivické části.

## Přístup

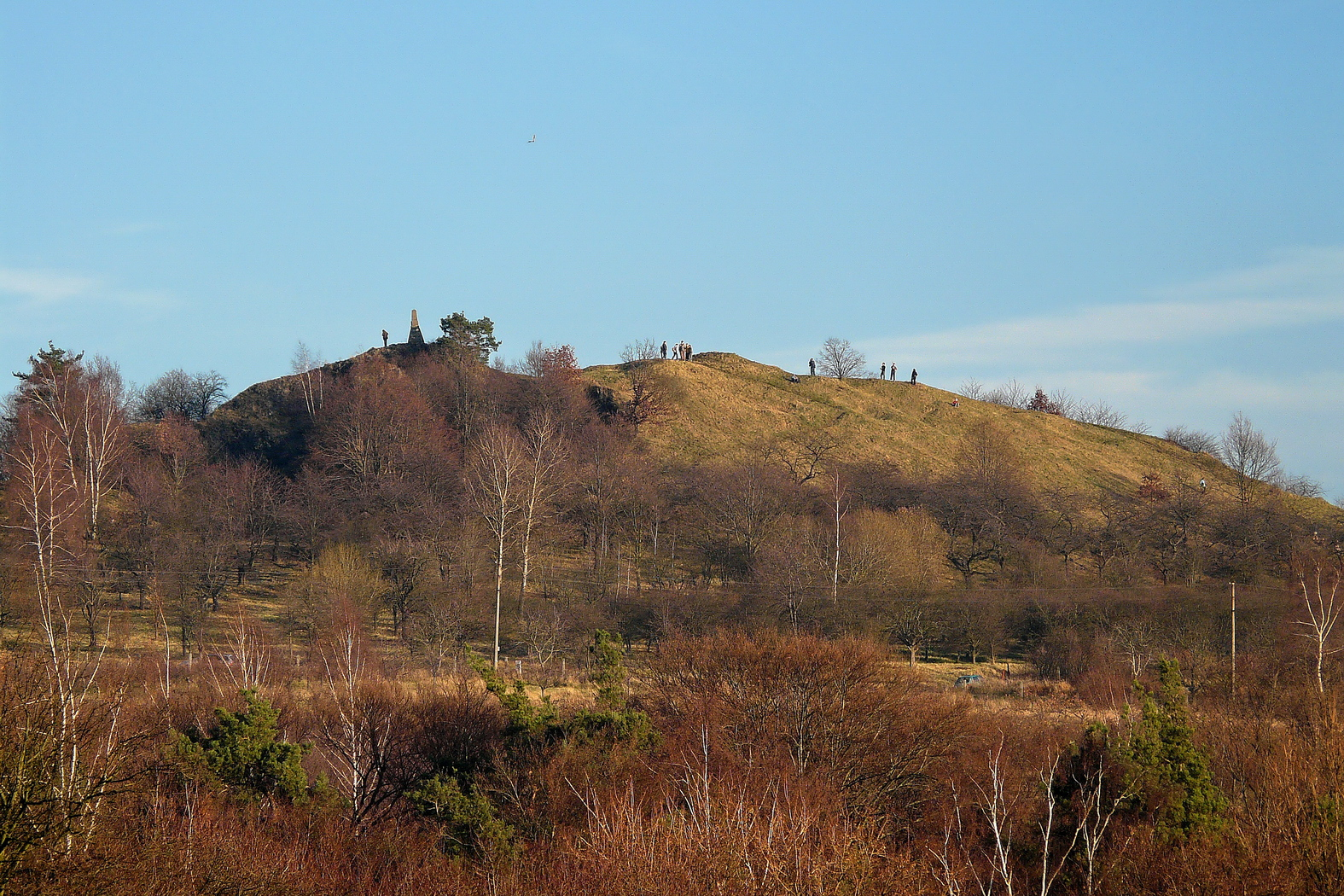
Vrch Mužský z plošiny Hrada

Na vrchol vede odbočka zeleně značené turistické trasy vedoucí ze Skalky přes obec Mužský na Krásnou vyhlídku po silnici již z obce Zásadka, po níž se dá k odbočce na vrch přijet i automobilem.